# Spyro: Shadow Legacy
Spyro: Shadow Legacy  er et computerspil i Spyro-serien, der blev udgivet til Nintendo DS i Europa den 4. november 2005, og i USA den 18. oktober 2005.
Spillet handler om at man skal redde dragerne og de andre venner fra væsner styret af The Sorcerer, en ond drage med et magisk scepter, The Sorcerer har ikke kun fanget alle dragerne og vennerne, men har også taget kontrol over Red, en tidligere Elder Dragon som blev ond, men blev besejret og tør ikke kæmpe mod Spyro igen. The Sorcerer har også nogle monstre der hedder Ice Minion og Fire Minion.
Spillet er sådan at man kan transferere sig fra den virkelige verden til The Shadow Realm ved hjælp af nogle portaler og en Shadow-stone. man kan også lære magier af de gamle drager, hvoraf man også kan teleportere sig fra sted til sted. Spillet inkluderer også et møde med nogle af de gamle drager fra Spyro the Dragon,
| computerspil | Spire Denne computerspilsrelaterede artikel er en spire som bør udbygges. Du er velkommen til at hjælpe Wikipedia ved at udvide den. |